# Temporary Pleasure
Temporary Pleasure — второй студийный альбом английской электронной группы Simian Mobile Disco (Джеймс Шоу и Джеймс Форд), изданный 18 июня 2009 года на лейбле Wichita Recordings. Альбом получил положительные отзывы музыкальной критики и интернет-изданий. Он достиг 39-го места в хит-параде альбомов Великобритании.

## История
Альбом записывался в течение 2008 и 2009 годов в студии группы в Восточном Лондоне Джеймсом Фордом и Деймоном Албарном, фронтменом Blur. Во время своего мирового турне, в ходе которого они выступали с концертами и диджеями, они записывались с такими гостями, как Бет Дитто (из группы Gossip) и Алексис Тейлор (из Hot Chip). Этому предшествовал выпуск нового сингла «Audacity of Huge» (с участием Криса Китинга из Yeasayer) 3 августа 2009 года. До его выхода группа выкладывала версию сингла в низком качестве на своём официальном сайте с 22 мая 2009 года.

## Отзывы
| Оценки критиков  | Оценки критиков |
| Источник         | Оценка          |
| ---------------- | --------------- |
| AllMusic         | [ 1 ]           |
| BBC              | Favourable      |
| Clash            | [ 3 ]           |
| Drowned in Sound | [ 4 ]           |
| The Guardian     | [ 5 ]           |
| The Independent  | [ 6 ]           |
| NME              | [ 7 ]           |
| Pitchfork        | 6.5/10.0        |
| PopMatters       | [ 9 ]           |
| The Times        | [ 10 ]          |

Альбом получил положительные отзывы музыкальной критики и интернет-изданий.
Джон Буш из AllMusic отметил, что «Альбом Temporary Pleasure открывается знакомым голосом Груффа Риса из Super Furry Animals, и в одно мгновение обстановка превращается из блестящего лондонского клуба в пасторальную валлийскую сельскую местность. Впереди ещё шесть вокальных партий от различных инди-героев и новичков, но заслуга Simian Mobile Disco в том, что они подстраивают каждого вокалиста под трек и создают единое, захватывающее звучание». И заметил, что второй альбом является достойным наследником дебютного.

## Список композиций
Стандартное издание
| №   | Название                                       | Длительность |
| --- | ---------------------------------------------- | ------------ |
| 1.  | «Cream Dream» (при участии Gruff Rhys)         | 3:58         |
| 2.  | «Audacity of Huge» (при участии Chris Keating) | 3:48         |
| 3.  | «10000 Horses Can't Be Wrong»                  | 4:11         |
| 4.  | «Cruel Intentions» (при участии Beth Ditto)    | 3:02         |
| 5.  | «Off the Map» (при участии Jamie Lidell)       | 4:02         |
| 6.  | «Synthesise»                                   | 4:53         |
| 7.  | «Bad Blood» (при участии Alexis Taylor)        | 3:58         |
| 8.  | «Turn Up the Dial» (при участии Young Fathers) | 4:00         |
| 9.  | «Ambulance»                                    | 5:40         |
| 10. | «Pinball» (при участии Telepathe)              | 3:56         |

Второй диск лимитированного издания
| №  | Название                    | Длительность |
| -- | --------------------------- | ------------ |
| 1. | «Flea in Your Ear»          | 7:23         |
| 2. | «Are You in the Picture?»   | 6:27         |
| 3. | «Babaghanoush»              | 8:19         |
| 4. | «Do Not Exceed Stated Dose» | 6:12         |

## Extra Temporary/Extra Pleasure
Оба названия относятся к одному и тому же релизу четырёх бонус-треков, включённых в лимитированное издание студийного альбома Temporary Pleasure. Однако трек-лист немного отличается на версии Beatport, на которой представлена новая студийная запись «Belvedere», а также ремикс на первый трек.
| №  | Название                                                               | Длительность |
| -- | ---------------------------------------------------------------------- | ------------ |
| 1. | «Flea in Your Ear»                                                     | 7:23         |
| 2. | «Are You in the Picture?»                                              | 6:27         |
| 3. | «Babaghanoush»                                                         | 8:19         |
| 4. | «Do Not Exceed Stated Dose»                                            | 6:12         |
| 5. | «Belvedere» (exclusive to Beatport release)                            | 5:28         |
| 6. | «Flea in Your Ear» (Flange Bliss Remix; exclusive to Beatport release) | 6:22         |

## Чарты
| Чарт (2009)                      | Высшая позиция |
| -------------------------------- | -------------- |
| Австралия (ARIA)                 | 42             |
| Бельгия/Фландрия (Ultratop)      | 49             |
| Франция (SNEP)                   | 138            |
| Швейцария (Schweizer Hitparade)  | 89             |
| Великобритания (UK Albums Chart) | 39             |